# روبرت إل. إيمرسون
روبرت إل. إيمرسون (بالإنجليزية: Robert L. Emerson)‏ هو سياسي أمريكي، ولد في 23 مارس 1948 في ألبينا في الولايات المتحدة. حزبياً، نشط في الحزب الديمقراطي. وقد انتخب عضو مجلس ولاية ميشيغان وانتخب عضو مجلس نواب ميشيغان ‏.